# 哈斯德鲁巴 (马西尼萨外孙)
哈斯德鲁巴·博埃萨尔克（Hasdrubal the Boetharch；布匿语：𐤋𐤏𐤁𐤓𐤆𐤀‬ ['ZRBʿL] 错误：{{Transl}}：无法识别语言／字母代码 腓尼基字母（帮助））是第三次布匿战争期间迦太基的一名将领。Boetharch是古迦太基的一个官职名，其具体职能不详，与古希腊维奥蒂亚同盟的领袖Boetharch不可混为一谈。
根据阿庇安《罗马史》记载，哈斯德鲁巴是努米底亚国王马西尼萨的外孙，在第三次布匿战争爆发前夕被推举为将军。他将迦太基城内的罗马俘虏全部押到城墙上处以酷刑，然后将他们从城墙上掷下，以示与罗马人的决裂。
哈斯德鲁巴具有军事才能，其部众也都训练有素，在内菲里斯大败轻敌的曼尼略。此次胜利使努米底亚雇佣首领法密阿斯叛变，袭击罗马军队。在小西庇阿的安抚下，法密阿斯投降。小西庇阿随后派人前往努米底亚，寻求努米底亚的帮忙。
在迦太基围城战中，哈斯德鲁巴率部坚守了三年之久，最终迦太基城于前146年被罗马攻陷。罗马军队在迦太基城内进行大屠杀，不少迦太基人逃到挨斯叩雷彼神庙中避难。哈斯德鲁巴前往神庙，戴着神庙中的橄榄枝前往罗马军中投降。小西庇阿让哈斯德鲁巴坐在自己脚边，把他指给迦太基逃兵看。迦太基逃兵请求小西庇阿停止进攻，得到小西庇阿的同意后，便纵火焚毁神庙，投身其中，与众多迦太基人一起自焚而死。逃兵和百姓都以哈斯德鲁巴为耻，甚至他的妻子和两个儿子都认为他是叛徒。
在迦太基灭亡之后，哈斯德鲁巴被小西庇阿带回罗马，在凯旋式上展出。随后他被赦免，最后死于意大利。